# Charles Kingsford Smith
Sir Charles Edward Kingsford Smith (Brisbane, 1897. február 9. – Andaman-tenger, 1935. november 8.) ausztrál pilóta. 1928-ban lett világhírű, mikor elsőként repülte át (két leszállással) a Csendes-óceánt. Ezután elsőként repülte keresztül leszállás nélkül Ausztráliát, először repült át Ausztráliából Új-Zélandra (és vissza) és 10 és fél napos eredményével megdöntötte az Anglia-Ausztrália útvonal rekordját. 1935-ben tűnt el az Andaman-tenger fölött miközben újabb rekordpróbálkozása közben Alláhábádból Szingapúrba tartott. 

## Az első világháború és pilótakarrierjének kezdetei
Kingsford Smith 16 évesen kezdett dolgozni szerelőtanoncként a Colonial Sugar Refining Company-nál. 1915-ben belépett az ausztrál hadseregbe és részt vett az antant partraszállási próbálkozásában Gallipolinál. Eleinte motorbiciklis futár volt, később azonban áthelyezték a légierőhöz (Royal Flying Corps) és 1917-re pilótakiképzést kapott.
1917 augusztusában lelőtték a gépét és súlyosan megsérült: bal lábfeje jelentős részét amputálni kellett. Kitüntették a Hadikereszttel, majd lábadozásának idejére visszaküldték Ausztráliába. Miután visszatért Angliába, oktatói feladatokat kapott és előléptették századossá. A békekötés után a tasmániai Cyril Maddocks-szal közösen Angliában sétarepüléseket végzett egy DH.6-os, majd egy B.E.2-es oktatórepülővel. Ezután az Egyesült Államokban műrepüléssel kereste kenyerét, majd 1921-ben hazatért Ausztráliába.
Otthon szintén műrepülő fellépéseket vállalt, postaszolgálatot végzett, majd miután felvették az újonnan alakult West Australian Airways-hez, egyike lett az ország első kereskedelmi pilótáinak.

## A Csendes-óceán átrepülése

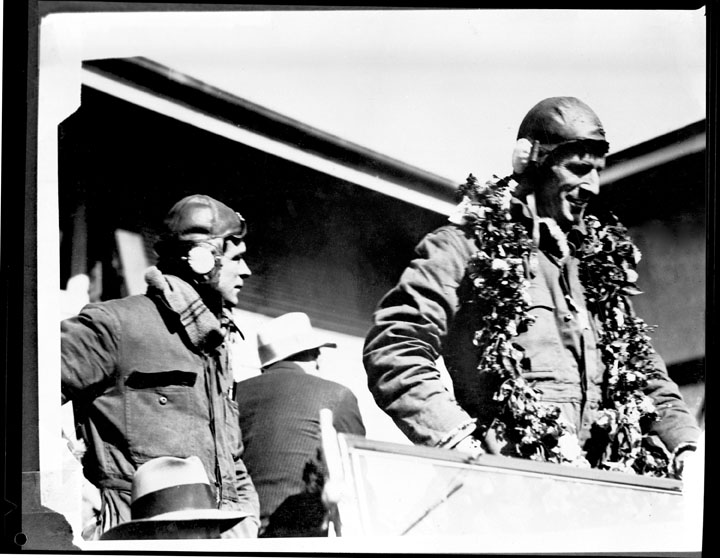
Charles Kingsford Smith és Charles Ulm a Csendes-óceán átrepülése után (1928. június 9.)

Miután Charles Lindbergh 1927-ben átrepülte az Atlanti-óceánt, Kingsford Smith és Charles Ulm elhatározta, hogy megpróbálkoznak a Csendes-óceán átrepülésével. A következő évben megvásárolták a híres ausztrál sarkkutató, Hubert Wilkins hárommotoros Fokker F.VII/3m típusú gépét és elnevezték Southern Crossnak (Dél Keresztje). Egy évvel korábban egy hasonló repülőgép, Bird of Paradise elsőként repült át Észak-Amerikából Hawaiiba.
Kingsford Smith és négy társa 1928. május 31-én, reggel 8:54-kor felszállt a kaliforniai Oaklandból. Az út első, 3 870 km-es szakasza eseménytelenül telt és 27 óra 25 perccel később leszálltak Hawaiin, egy katonai reptéren. A következő, 5 077 km-es szakasz Fidzsi-szigetekig tartott. Útközben az Egyenlítő környékén trópusi viharzónába keveredtek, melyben elfogyott az üzemanyaguk jelentős része és utána csak nehezen találták meg célpontjukat az óceánon. A harmadik, legrövidebb (2709 km) szakaszt 20 óra alatt teljesítették. Ballinánál érték el az ausztrál partvonalat, majd északnak fordulva további 170 km-t repülve, június 9-én reggel 10:50-kor leszálltak Brisbane-ben. A teljes megtett út 11 566 km-t tett ki. Kingsford Smith-t és csapatát hatalmas, 26 ezres tömeg fogadta és hősként ünnepelték őket. A csapatban Kingford Smith volt a főpilóta, az ausztrál Charles Ulm a váltótársa, az amerikai James Warner a rádiós és Harry Lyon a navigátor és szerelő.

## Ausztráliából Új-Zélandra

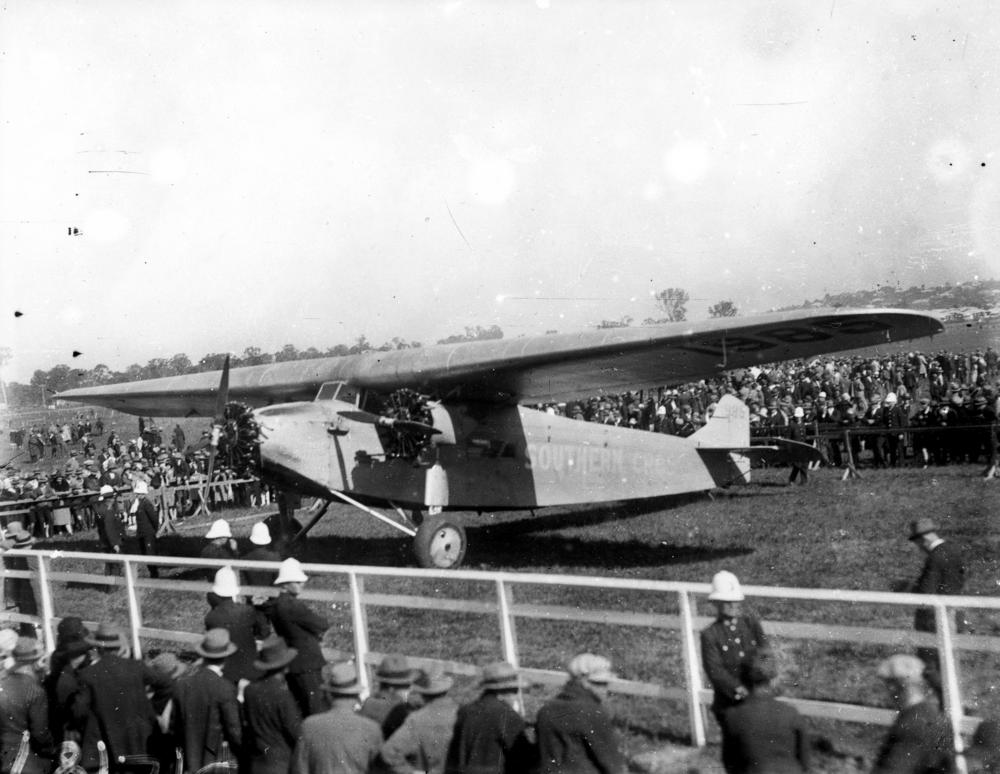
A Southern Cross 1928-ban

Két hónappal később Kingford Smith és Charles Ulm leszállás nélkül átrepülte Ausztráliát a Melbourne melletti Point Cooktól Perthig. Ezután ketten megalapították a rövid életű Australian National Airwayst és elhatározták hogy megpróbálják állami szerződéssel megindítani a postajáratokat Új-Zélandba. 1928 januárjában John Moncrieff és George Hood már megpróbálkoztak a Tasman-tenger átrepülésével, de nyomuk veszett a tenger fölött.
Az eredeti tervek szerint szeptember 2-án indultak volna, de a viharos időjárás és a vasárnap szentsége miatt háborgó egyházi személyek miatt az utat egy héttel elhalasztották. Végül szeptember 10-én este szálltak fel a Sydney melletti Richmondból a Southern Cross-szal, hogy a 2 600 km-es, 14 órás repülés után nappal tudjanak leszállni. A két pilóta mellett Thomas H. McWilliams rádiós és Harold Arthur Litchfield navigátor tartozott a csapathoz. Az időjárás kezdetben nem volt kedvező a viharos szélhez jegesedés társult, de Új-Zélandhoz közeledve kitisztult az ég és végül probléma nélkül leszálltak Christchurchben. Útközben a tengerbe dobtak egy koszorút a kilenc hónappal korábban szerencsétlenül járt pilóták emlékére. Új-Zélandon mintegy 30 ezres tömeg fogadta hatalmas ünnepléssel a reggel 9:22-kor földet érő pilótákat, az iskolások és állami alkalmazottak szünetet kaptak, hogy kimehessenek a reptérre. Az eseményt a rádió is élőben közvetítette. Kingsford Smitht és társait körbevitték a szigeteken, majd a Déli-sziget egyik kisvárosából, Bleinheimből visszarepültek Ausztráliába. Az út nehéz volt, a köd, rossz időjárás és navigációs hiba miatt 23 óráig tartott és mikor földet értek, már csak 10 percre való üzemanyaguk maradt.

## A "Coffee Royal" eset
1929 márciusában Kingsford Smith a Southern Cross-szal elindult Sydneyből Londonba. Március 31-én Északnyugat-Ausztrália partvidékénél, a Glenelg-folyó torkolata közelében kényszerleszállást hajtott végre. Mikor kiderült az eltűnésük, az útvonaluk mentén általános keresést indítottak utánuk, és végül két hét múlva találták meg a gépet és a pilótákat, akiknek nem esett bajuk.
Kingsford Smith két barátja, Keith Vincent Anderson és Henry Smith Hitchcock Kookaburrának elnevezett repülőgépükkel indultak az elveszett pilóták keresésére, de a kontinens közepén a Tanami-sivatagban maguk is lezuhantak és három nappal később, április 12-én szomjan haltak. A közhangulat Kingsford Smith-t okolta a halálukért, aki a vádak szerint a keresés alatt brandys kávét (Coffee Royalt; a Southern Crosson nem voltak jelentős víztartalékok, de volt néhány termosznyi kávéjuk és brandyjük) iszogatva várta a megmentőket. Az incidens jelentősen megtépázta Kingsford Smith hírnevét. Anderson és Hitchcock holttestét később megtalálták és nemzeti hősökként temették el őket. Repülőgépük, a Kookaburra Alice Springs múzeumában található.  

## További repülések

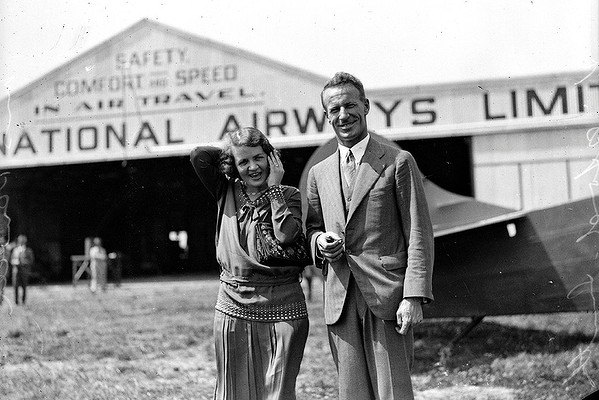
Kingsford Smith 1933-ban

Charles Kingsford Smith 1930 júniusában először repülte át kelet-nyugat irányban az Atlanti-óceánt. New Yorkban ünneplő tömeg fogadta, majd ezután továbbrepült a kaliforniai Oaklandba, így 1928-tól kezdve teljesen körberepülte a Földet. Ugyanebben az évben egyedül repülve 13 napos eredményével megnyerte az Anglia-Ausztrália versenyt. Október 22-én ért földet Sydneyben.
1931-ben egy ausztrál-angol útra vásárolt egy Avro Aviant, amit Southern Cross Minornak (Kis Dél Keresztje) nevezett el. A gépet később eladta William N. Lancasternek, aki 1933 áprilisában lezuhant vele a Szaharában. A roncsokat csak 1962-ben találták meg.
1933-ban megindította az első kereskedelmi repülőjáratot Ausztrália és Új-Zéland között.
1934-ben vásárolt egy Lockheed Altairt, amely a Lady Southern Cross nevet kapta; ezzel akart benevezni a Melbourne százéves fennállását ünneplő London-Melbourne versenyre. Mivel nem sikerült időben Londonba érnie, ehelyett elrepült Ausztráliából az Egyesült Államokba; így ő volt az első aki kelet felé is keresztezte a Csendes-óceánt. 

## Eltűnése és halála
1935 novemberében Charles Kingsford Smith és John Thompson Pethybridge megpróbálták megdönteni az Anglia-Ausztrália út sebességrekordját és az Allahabad és Szingapúr közötti szakaszon eltűntek az Andaman-tenger fölött. Repülőgépes kutatással nem találták nyomukat, de 18 hónappal később burmai halászok találtak egy partra vetett futóműdarabot (még felfújt állapotban levő kerékkel), amelyről a Lockheed gyár megállapította, hogy a Lady Southern Cross darabja. A futómű ma Sydneyben a Powerhouse Museumban látható.
Kingsford Smith nős volt, egy hároméves gyermek, ifj. Charles Kingsford Smith maradt utána. 1937-ben posztumusz kiadták önéletrajzát a "My Flying Life"-ot amely bestseller lett.

## Emlékezete

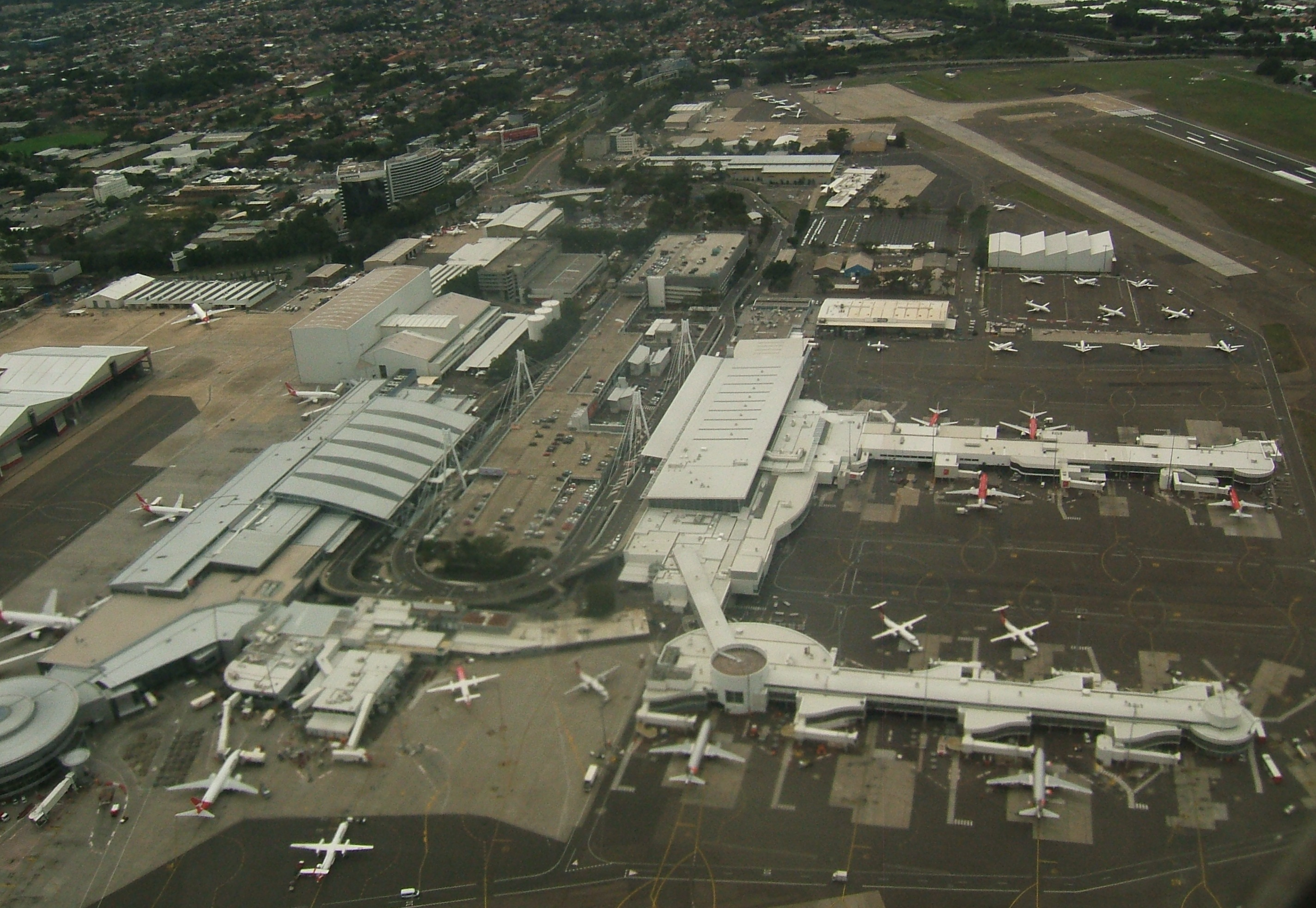
A Kingsford Smith Repülőtér Sydneyben

Sydney nemzetközi repülőterét Kingsford Smith tiszteletére nevezték el. Leghíresebb repülőgépe, a Southern Cross a Brisbane repülőtere melletti emlékhelyen van kiállítva. Brisbane-ben és Canberrában utcát neveztek el róla. Az utóbbi városban és a kanadai Vancouverben iskola viseli a nevét. Kingsford Smith arcképét viselte az 1966-1994 között forgalomban lévő húszdolláros bankjegy és a születése centenáriumára kiadott egydolláros érme.    

## Fordítás
- Ez a szócikk részben vagy egészben  a   Charles Kingsford Smith című angol Wikipédia-szócikk ezen változatának fordításán alapul.  Az eredeti cikk szerkesztőit annak laptörténete sorolja fel. Ez a jelzés csupán a megfogalmazás eredetét és a szerzői jogokat jelzi, nem szolgál a cikkben szereplő információk forrásmegjelöléseként.